# Ecuația lui Einstein
În relativitatea generală, gravitația este o manifestare a curburii spațiu-timp. Obiectele masive distorsionează spațiul și timpul, astfel încât regulile uzuale ale geometriei nu se mai aplică. Lângă o gaură neagră, distorsiunea spațiu-timpului este foarte severă și din această cauză găurile negre au niște proprietăți foarte ciudate. O gaură neagră are ceva ce se cheama orizontul evenimentului sau raza Schwarzschild. Aceasta este o suprafață sferică ce marchează granița găurii negre. Poți "intra" în gaură prin acest orizont, dar nu mai poți ieși niciodată. De fapt, odată ce ai trecut de orizontul evenimentului, ești condamnat să te apropii din ce in ce mai mult de punctul de singularitate din centrul găurii negre. S-a estimat că punctul de singularitate este „traducerea” unei forțe gravitaționale care tinde, ca valoare, spre infinit.